# عبد الرحمن العويس
عبد الرحمن محمد العويس (1967- ) عضو مجلس الوزراء، وزير الصحة ووقاية المجتمع ووزير دولة لشؤون المجلس الوطني الاتحادي في دولة الإمارات العربية المتحدة.

## حياته
نال شهادة البكالوريوس في المحاسبة ونظم المعلومات من جامعة الإمارات العربية المتحدة في سنة 1989، انضم إلى الحكومة الاتحادية في عام 2006 كوزير للثقافة والشباب وتنمية المجتمع، وفي عام 2011 شغل منصب وزير الصحة بالإنابة بالإضافة إلى منصبه السابق حتى عام 2013، حيث عُين في حينها كوزير للصحة، وفي فبراير 2016 تم تعديل مسمى الوزارة إلى وزارة الصحة ووقاية المجتمع بموجب التشكيل الوزاري الجديد، لتتوسع صلاحياته للتركيز على وقاية وحماية المجتمع من الأمراض، بالإضافة إلى تنظيم القطاع الصحي، وتولى كذلك مهام وزير الدولة لشؤون المجلس الوطني الاتحادي في أعقاب التشكيل الوزراي في أكتوبر 2017.
إلى جانب عمله الوزاري، يشغل عبد الرحمن العويس منصب رئيس مجلس إدارة هيئة دبي للثقافة والفنون (دبي للثقافة)، وهو عضو مجلس إدارة سلطة مدينة دبي الطبية، وعضو مجلس أمناء جائزة الشيخ حمدان بن راشد آل مكتوم للعلوم الطبية، ورئيس مجلس أمناء جائزة حمدان بن محمد بن راشد آل مكتوم الدولية للتصوير الضوئي، وعضو مجلس إدارة مؤسسة الإمارات للنفع الاجتماعي، ونائب الرئيس الأول للجنة الأولمبية الوطنية، بالإضافة لكونه عضواً في مجلس الأمناء لمؤسسة سلطان بن علي العويس الثقافية منذ عام 1992.